# Norbert Kückelmann
Norbert Kückelmann est un réalisateur allemand né le 1er mai 1930 à Munich et mort le 31 août 2017.

## Biographie
Norbert Kückelmann étudie le droit et travaille comme critique de cinéma, puis avocat, au cours des années 1950.
Il réalise son premier long métrage, Die Sachverständigen - sorti en 1973 - tout en exerçant son activité d'avocat : le film obtient un Ours d'argent au Festival de Berlin.

## Filmographie
- 1973 : Die Sachverständigen
- 1975 : Die Angst ist ein zweiter Schatten
- 1979 : Die letzten Jahre der Kindheit
- 1984 : Morgen in Alabama
- 1989 : Schweinegeld (Le Grand Fric)